# Éléonore de Bergh

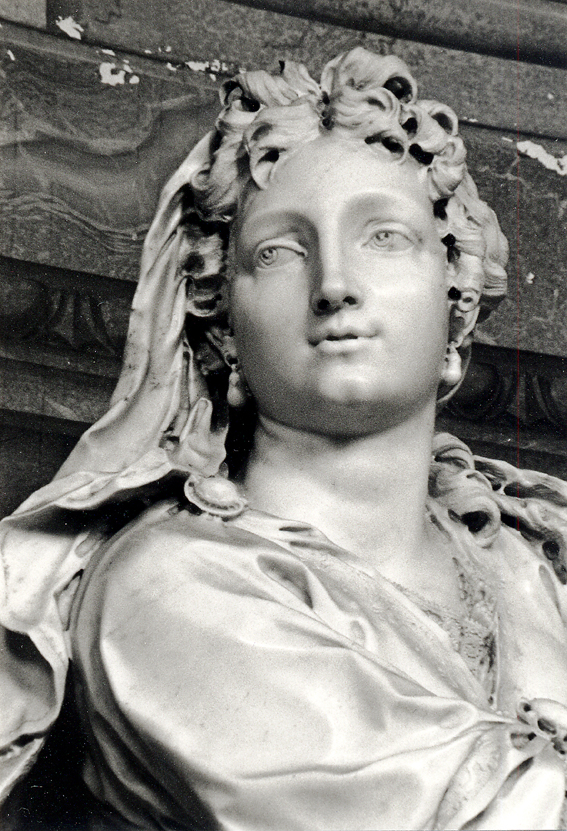
Büste von Éléonore de Bergh, Pierre Le Gros der Jüngere, vor 1707

Éléonore Catherine Fébronie de Wassenaer de Bergh (* 6. Mai 1613 in Brüssel; † 24. Juli 1657 in Paris) war Herzogin von Bouillon und die letzte Fürstin von Sedan. Sie trug maßgeblich dazu bei, dass ihr Ehemann, Frédéric-Maurice de La Tour d’Auvergne, Herzog von Bouillon und Fürst von Sedan, zum katholischen Glauben konvertierte. Sie rettete ihm auch das Leben, nachdem er wegen seiner Beteiligung an der Cinq-Mars-Verschwörung verhaftet worden war, konnte jedoch die Annexion des Gebiets von Sedan durch den französischen König nicht verhindern. Schließlich spielte sie eine wesentliche Rolle in der Fronde.

## Leben

### Geburt und Heirat
Éléonore de Bergh wurde am 6. Mai 1613 in Brüssel, der damaligen Hauptstadt der Spanischen Niederlande, geboren. Sie ist die Tochter von Graf Friedrich IV. von dem Bergh, Herr von Diksmuide und Boxmeer, und Françoise de Ravenel. Außerdem ist sie über ihren Vater die Enkelin von Maria von Nassau, einer Schwester von Wilhelm dem Schweiger, dem Statthalter der Vereinigten Provinzen. Trotz dieser Abstammung ist ihre katholische Familie ohne großes Vermögen. Ab dem Jahr 1627 lebte sie bei ihrer Großmutter mütterlicherseits auf Schloss Boxmeer. Nach deren Tod im Jahr 1632 ging sie an den Hof in Brüssel und wurde eine der Ehrenjungfern der Infantin Isabella Clara Eugenia von Spanien.
Im Jahr 1631 hatte sie ihren Cousin Frédéric Maurice de La Tour d’Auvergne, Prinz von Sedan und Herzog von Bouillon, kennengelernt. Zwischen den beiden jungen Leuten entstand eine Leidenschaft, die dazu führte, dass sie beide andere von ihren Familien entworfene Heiratspläne ablehnten und die Vorbehalte der Familien gegen ihre Verbindung überwanden. Die Hochzeit wurde am 1. Februar 1634 in Boxmeer gefeiert. Es handelt sich um eine katholische Ehe, da Éléonore de Bergh wahrscheinlich eine entscheidende Rolle bei der Bekehrung ihres Mannes gespielt hat, der den Calvinismus aufgab. Am 20. Juni 1634 zog das Paar in Sedan ein und wurde von der Stadt, obwohl diese mehrheitlich protestantisch war, freundlich empfangen.
Ihr Bruder Albert, Graf von Berg-s Heerenberg, (* Brügge am 20. Oktober 1607; † Boxmeer am 17. Juli 1656) heiratete am 16. Dezember 1641 Madeleine de Cusance, (* Belvoir am 25. August 1616; † Boxmeer am 22. September 1689) Gräfin von Champlitte im Jahr 1635, Schwester von Béatrix de Cusance.

### Politische Rolle
Im Juni 1642 wurde ihr Ehemann, der bereits im Jahr zuvor in die Rebellion des Grafen von Soissons gegen König Ludwig XIII. verwickelt war, in Casale Monferrato verhaftet, als er die italienische Armee anführte. Anschließend wurde er wegen seiner Beteiligung an der Cinq-Mars-Verschwörung verhört und in der Burg Pierre Scize inhaftiert: er riskierte seinen Kopf. Elisabeth von Nassau, die Mutter des Herzogs von Bouillon, schrieb an den König und an Kardinal Richelieu, um zu versuchen, ihren Sohn zu retten. Richelieus Antwort ist eine Absage: „Madame, da ich getan habe, was ich konnte, um Ihrem Sohn zu dienen, als ich seine Absichten für gut hielt, würden Sie mich verachten, wenn ich jetzt nicht das täte, wozu mich die neue Untreue, die er begangen hat, zwingt“ Elisabeth von Nassau war krank und starb am 3. September 1642. Éléonore de Bergh übernahm die Regierung der Stadt Sedan und drohte damit, den Platz den Spaniern zu übergeben, was sie dem französischen König mitteilte. Der spanische General Francisco de Melo drang bis Mariembourg vor. Ludwig XIII. beschloss daraufhin, den Herzog von Bouillon am Leben zu lassen, wenn er sich unterwarf und das souveräne Fürstentum Sedan dem Königreich Frankreich überließ, was dieser akzeptierte. Éléonore de Bergh rettete so das Leben ihres Mannes, der wieder auf freien Fuß gesetzt wurde, aber sie waren nicht mehr Fürsten von Sedan. Die beiden Eheleute trafen sich in der Auvergne und später im Exil in Italien bis 1647 wieder und hofften auf eine Gegenleistung für die Abtretung ihres Gebiets, die jedoch ausblieb.
Das Ehepaar kehrte 1648 nach Paris zurück: Ludwig XIII. und Kardinal Richelieu waren gestorben, Anne d’Autriche hatte die Regentschaft übernommen und Kardinal Mazarin als wichtigsten Minister behalten. Während der Minderjährigkeit von König Ludwig XIV. brachen in Paris Unruhen aus: die Fronde parlementaire. Die Herzogin von Bouillon und ihr Ehemann engagierten sich in dieser Bewegung, unter anderem an der Seite von Jean-François Paul de Gondi, der Herzogin von Longueville und dem Fürsten von Conti. Jean-François Paul de Gondi erwähnt in seinen Memoiren mehrfach ihre Schönheit, ihre Sanftheit, ihre durchdringende Lebendigkeit und ihren Einfluss auf ihren Ehemann. Sie war sehr kühn und zögerte nicht, zusammen mit Madame de Longueville im Pariser Rathaus aufzutreten, um die Bevölkerung für die Fronde zu gewinnen: „Stellen Sie sich vor, ich bitte Sie, diese beiden Personen auf der Treppe des Rathauses, schöner denn je, da sie vernachlässigt erschienen, obwohl sie es nicht waren. Sie hielten jede eines ihrer Kinder in den Armen, die schön waren wie ihre Mütter. Die Grève war bis über die Dächer mit Menschen gefüllt; alle Männer schrien vor Freude; alle Frauen weinten vor Zärtlichkeit“, schreibt der spätere Kardinal de Retz, der Zeuge dieser Szene war, in seinen Memoiren. Die Erfolge der königlichen Armee und der Frieden von Rueil beendeten die erste Fronde.
Mit der Fronde der Prinzen, die am 18. Januar 1650 durch die Verhaftung des Fürsten von Condé, des Fürsten von Conti und des Herzogs von Longueville ausgelöst wurde, kam es erneut zu Unruhen. Der Herzog von Bouillon befand sich in der Provinz, Éléonore de Bergh war in Paris in ihrem Hotel in der Rue Vieille du Temple zurückgeblieben und wurde festgenommen. Sie konnte ein erstes Mal fliehen, indem sie ihre Kerkermeister ausspielte, wurde aber wieder gefasst und in der Bastille inhaftiert. Schließlich gelang es 1651 Anna Gonzaga, die als Verbindungsglied zwischen den Fürsten und dem Hof fungierte, die Bouillons mit dem Königtum zu versöhnen.
Ihr Mann starb kurz darauf, im August 1652. Eleonore zog sich von da an aus dem politischen Leben zurück und widmete sich ihren Kindern. Sie starb 1657, fünf Jahre nach ihrem Mann.
„Diese Dame war berühmt durch die Liebe, die sie für ihren Mann hatte, durch die Liebe, die ihr Mann für sie hatte, durch ihre Schönheit und durch den Anteil, den das Vermögen ihr an den Ereignissen des Hofes gab.“ François de Motteville

## Ehe und Nachkommen
Éléonore de Bergh und Frédéric Maurice de La Tour d’Auvergne bekamen zehn Kinder:
- Elisabeth (* 11. Mai 1635 in Maastricht; † 23. Oktober 1680 in Paris); ⚭ 20. Mai 1656 Charles de Lorraine, 3. Duc d’Elbeuf, 8. Duc de Guise, Pair de France († 4. Mai 1692) (Haus Guise)
- Godefroi Maurice (* 21. Juni 1636; † 26. Juli 1721), 1662 2. Duc d’Albret et de Château-Thierry, Comte d’Auvergne, d’Évreux, du Bas-Armagnac et de Beaumont-le-Roger etc., 1665 Pair de France, 1678 Herzog von Bouillon unter französischer Oberhoheit; ⚭ 20. April 1662 Maria Anna Mancini (* 1649; † 20. Juni 1714), Tochter von Michele Lorenzo Mancini (Mazarin-Mancini)
- Louise Charlotte (* 21. Januar 1638; † 16. Mai 1683)
- Amélie (* 1640; † 1696) Nonne in Paris
- Frédéric Maurice (* 15. Januar 1642; † 23. November 1707), Comte d’Auvergne et d’Oliergues, Marquis de Lanquais; ⚭ (1) Mai 1662 Henriette Franziska Prinzessin von Hohenzollern-Hechingen, 1672 Marquise von Bergen-op-Zoom (* 1642; † 17. Oktober 1698), Tochter von Fürst Eitel Friedrich (Haus Hohenzollern); ⚭ (2) 2. April 1699 Elisabeth von Wassenaer-Starrenburg († 16. September 1704 in Paris, Tochter von Peter von Wassenaer und Anna von Aerssen
- Emmanuel Théodose (* 24. August 1643; † 2. März 1715 in Rom), 1664 Kanoniker an Sankt-Lambert zu Lüttich, 1669 Kardinal, Abt von Saint-Amand bei Valenciennes, Saint-Martin zu Pontoise, Saint-Vaast zu Saint-Omer, Tournus bei Cluny, Mont-Saint-Eloy, Saint-Ouen zu Rouen, Großalmosenier von Frankreich
- Hippolyte (* 11. Februar 1645; † 1705), Nonne in Paris
- Constantin Ignace (* 10. März 1646; † 3. Oktober 1770 im Duell), Malteserordensritter, General der Galeeren des Ordens
- Henri Ignace (* 2. Februar 1650; † 20. Februar 1675 in Colmar im Duell), Malteserordensritter
- Mauricette Fébronie (* 12. April 1652; † 20. Juni 1706); ⚭ 24. April 1668 Maximilian Philipp Hieronymus, Herzog von Bayern, 1650 Landgraf von Leuchtenberg († 20. März 1705) (Haus Wittelsbach)